# Omyomymar glabrum
Omyomymar glabrum är en stekelart som beskrevs av Lin och Chiappini 1996. Omyomymar glabrum ingår i släktet Omyomymar och familjen dvärgsteklar. Inga underarter finns listade i Catalogue of Life.